# Georgios Mavros
Georgios Mavros (griechisch Γεώργιος Μαύρος, * 15. März 1909 in Kastelorizo; † 6. Mai 1995 in Athen) war ein griechischer Jurist und Politiker. 1994 wurde er von Yad Vashem als Gerechter unter den Völkern geehrt.

## Leben und Politik
Georgios Mavros studierte Rechtswissenschaften in Athen und in Berlin. Er promovierte in Athen und wurde 1932 Rechtsanwalt. Seit 1937 war er außerdem Assistenzprofessor für Internationales Recht an der Universität Athen.
Seine politische Karriere begann nach dem Zweiten Weltkrieg. 1945 wurde er Staatssekretär beim Ministerpräsidenten Themistoklis Sofoulis, 1946 wurde er Justizminister, vorübergehend auch geschäftsführender Minister für Bildung und religiöse Angelegenheiten. Noch im selben Jahr wurde er für die Liberale Partei in das Parlament gewählt. In verschiedenen Kabinetten war er Wirtschaftsminister (1949–1950), unter Alexandros Diomidis sowie geschäftsführender Korrdinations- und Justizminister unter Sophoklis Venizelos, Finanzminister (1951), und Verteidigungsminister (1952) unter Nikolaos Plastiras. Als enger Mitarbeiter von Georgios Papandreou übernahm er in dessen Regierung als Koordinationsminister 1963/1964 Verantwortung für die Wirtschafts- und Finanzpolitik. Von 1949 bis 1952 vertrat Mavros Griechenland als Mitglied des Gouverneursrats der Weltbank in Washington und von 1964 bis 1966 war er Gouverneur der Griechischen Nationalbank.
Nach dem Putsch der Obristen im April 1967 wurde Mavros von April bis Oktober 1968 unter Hausarrest gestellt. Als politischer Erbe des 1968 verstorbenen Georgios Papandreou war er einer der wichtigsten Opponenten gegen die Militärherrschaft.
Nachdem die türkische Invasion auf Zypern zum Zusammenbruch der Militärjunta geführt hatte, wurde Mavros im Juli 1974 Außenminister und stellvertretender Ministerpräsident in der Regierung der nationalen Einheit von Konstantinos Karamanlis. In dieser Funktion verhandelte er in Genf mit seinem türkischen Amtskollegen über den politischen Status von Zypern. Die Verhandlungen scheiterten im August 1974.
Mavros führte die Zentrums-Union Enosis Kendrou unter dem Namen Zentrumsunion/Neue Kräfte in die ersten Wahlen nach der Militärherrschaft am 17. November 1974. Neben der dominierenden politischen Persönlichkeit von Konstantinos Karamanlis (Nea Dimokratia) und der zunehmend die linke Mitte für sich einnehmenden charismatischen Persönlichkeit von Andreas Papandreou blieben ihm Erfolge jedoch versagt. Bei den Parlamentswahlen 1974 errang seine Partei 20,42 %, bei den Wahlen 1977 erzielte sie unter dem Namen Union des demokratischen Zentrums (EDIK) noch 11,95 %. Schließlich schloss sich Mavros der PASOK-Partei von Andreas Papandreou an und wurde 1981 für die PASOK ins Parlament gewählt. Im Jahr 1984 wurde er – ebenfalls für die PASOK – ins Europäische Parlament gewählt, dem er bis 1989 angehörte.
Mavros galt als exzellenter Kenner des Internationalen Seerechts.